# Sonja Briski Uzelac
Sonja Briski Uzelac (Beograd, 28. kolovoza 1946.) je srbijanska i hrvatska teoretičarka umjetnosti i slikarica, koja od 1995. godine živi i radi u Zagrebu.

## Životopis
Rodila se u Beogradu 1946. godine. Diplomirala je sociologiju 1970. na Filozofskom fakultetu. 1976. je diplomirala slikarstvo na Fakultetu likovnih umjetnosti. 1978. je magistrirala povijest umjetnosti na Filozofskom fakultetu. 1984. je doktorirala Teoriju umjetnosti na Fakultetu likovnih umjetnosti Sveučilišta umjetnosti u Beogradu.
Kao slikarica praksu slikanja zasniva na "teorijski promišljenim konceptualizacijama prikazivanja arhitektonskih prostora". 